# Anorak (Slang)

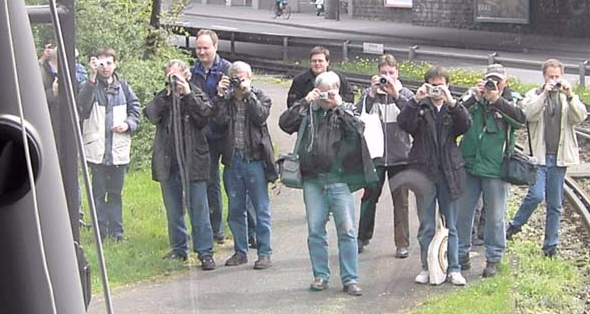
Trainspotter

Im britischen Slang wird mit Anorak eine oft jugendliche Person bezeichnet, die sich übereifrig bis zwanghaft mit einem sehr speziellen Interessensgebiet oder Hobby beschäftigt, das von außen gesehen als uninteressant, langweilig und Zeitverschwendung empfunden wird. Die sprachlich informelle und abwertende Bezeichnung rührt von der als nicht sehr modisch wahrgenommenen Anorak-Bekleidung her, die man gelegentlich bei Gruppen findet, die beispielsweise Trainspotting betreiben.

## Herkunft
Dem Radiosprecher Andy Archer wird zugesprochen, den Begriff 1974 geprägt und bekannt gemacht zu haben. Archer, ein ehemaliger Militärangestellter, arbeitete bei Radio Caroline, dem ersten Privatradio in Großbritannien und einem für die Entwicklung der Popmusik seit den 1960er Jahren zentral bedeutendem Piratensender. Im Mai 1974 besuchten drei Boote mit Fans des Senders die Radiosendeschiffe, die unweit der niederländischen Küste vor Anker lagen. Bei Radio Caroline wurde entschieden, das Programm nicht mehr aus dem Studio, sondern von Deck zu senden, um den Fans trotz des recht kühlen Tags etwas zu bieten. Archers Bemerkung, er freue sich „so many anoraks (so viele Anoraks)“ begrüßen zu dürfen, gilt als Erstverwendung des Begriffs in der Bedeutung für treue, etwas obsessive Fans. Im britischen Observer wurde der Begriff 1984 für Spotter verwendet.

## Verwendungen
Der Begriff wird oft ähnlich wie Fan, Geek oder Nerd gebraucht, auch der japanische Begriff Otaku gilt als Synonym.
- Roy Cropper, eine Figur aus der britischen Fernsehserie Coronation Street, ist ein typischer Anorak.
- John Major galt trotz einer  Amour fou zu einer Freundin seiner Mutter als Twen als langweiliger Vertreter dieses Typs, wörtlich bei Anthony Seldon als obsessive political anorak.[10]
- Der Avatar des genialen Programmierers James Halliday im Roman „Ready Player One“ von Ernest Cline heißt Anorak.
- Die Rockband Marillion gab einem Album den Titel Anoraknophobia, weil Fans der Band gelegentlich als Anoraks tituliert werden.[11] 2002 wurde das Livealbum Anorak in the UK veröffentlicht.

- Bei Spottern, etwa Eisenbahnfans (vgl. Pufferküsser) oder Vogelbeobachtern wurde deren oft etwas altmodische, geländegängige Oberbekleidung auf deren Hobbys übertragen. Der Fernsehfilm Anorak of Fire von 1998 handelt von einem trainspottenden Teenager und spielt im Titel auf den Slangausdruck an.[12]
- In Ausnahmefällen könnte das Verhalten der Anoraks als pathologisch angesehen werden. Ein möglicher Zusammenhang zwischen männlichem Geschlecht, dem Leben als Anorak, Nerd oder Geek und einer milden Variante des medizinischen Asperger-Syndroms wird in der Webgemeinde häufiger hergestellt.[13] Tony Attwood, ein auf Asperger spezialisierter Psychologe ging soweit, unter Confessions of an Autism Anorak (Bekenntnisse eines Autismusanoraks) sich selbstironisch als Anorak in Sachen Autismus zu bezeichnen. Er beschreibt dabei unter anderem seine schon seit Schulzeiten andauernde Fixierung auf das Thema und führt den postulierten Zusammenhang im Rahmen eines ebenso betitelten Buches weiter aus.[14] Wissenschaftlich wird dieser unter anderem durch die Extreme male brain Theorie von Simon Baron-Cohen gedeutet.[15]